# Sanseintegration
Sanseintegration er hjernens evne til at samordne sanseimpulserne og bruge dem på bedst mulige måde.
Sanseintegration er en neurologisk proces, der samordner sanseimpulser fra din krop og omgivelserne. Din krop bruger informationen til at give en meningsfuld og brugbar reaktion både motorisk, perceptuelt, indlæringsmæssigt og eller adfærdsmæssigt overfor stimuli. Den sansemæssige information, som hjernen har modtaget, skal sorterers, fremmes eller hæmmes, sammenholdes og samordnes på en fleksibel og konstant forandrende måde.